# بازیکن فوتبال سال آسیا

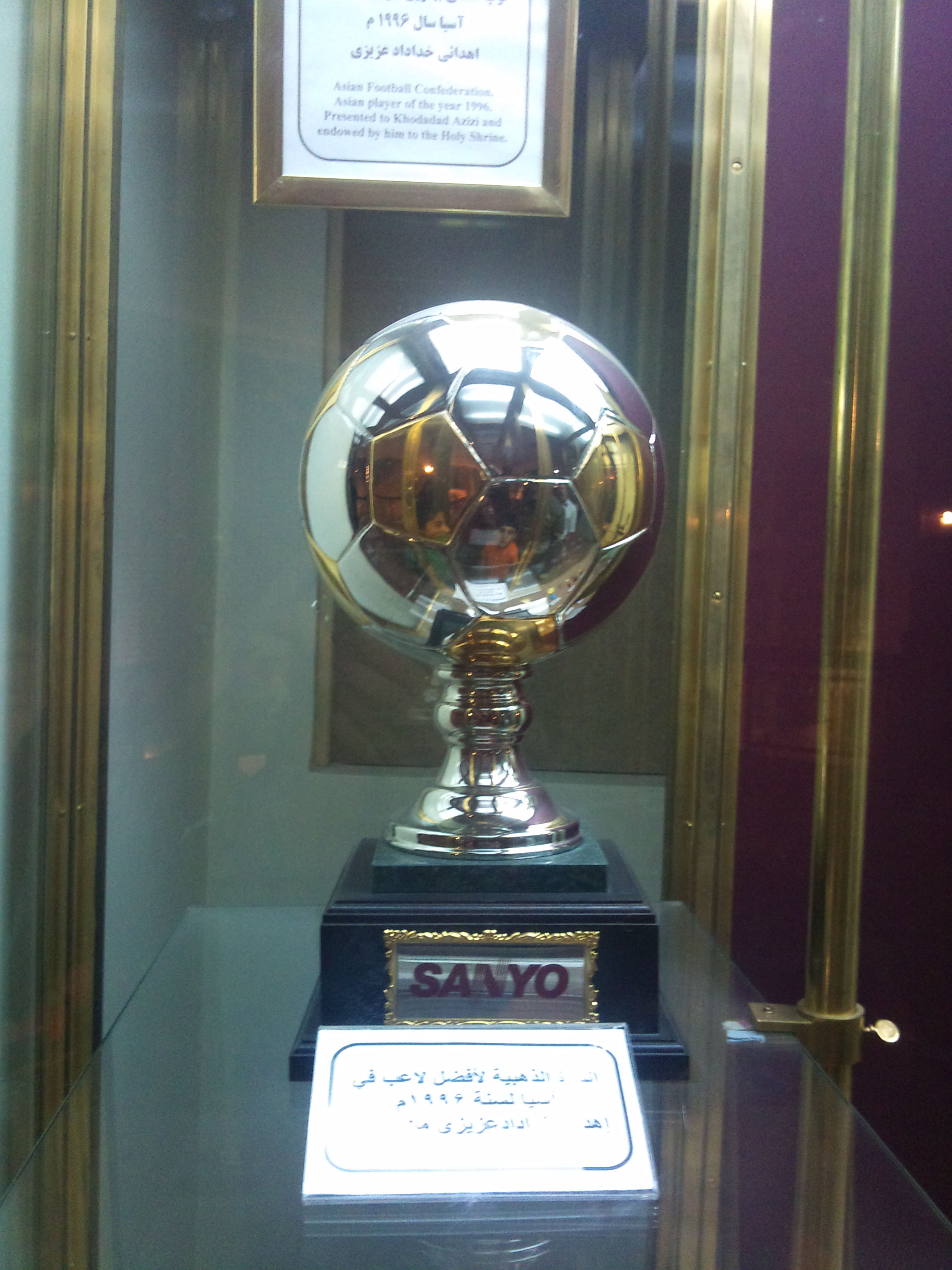
جایزه ]
خداداد عزیزی موزه آستان قدس رضوی

بازیکن سال فوتبال آسیا جایزه‌ای است که به بهترین بازیکن اسیا اهدا می شود. این جایزه از سال ۱۹۸۴ به‌طور رسمی اهدا می‌شود و نام رسمی آن «جایزه بازیکن سال سانیو کنفدراسیون فوتبال آسیا» است. قبل از ۱۹۸۴ این جایزه به‌طور غیررسمی اهدا می‌شد و برندگان جوایز ۱۹۸۸ تا ۱۹۹۳ از سوی فدراسیون بین‌المللی تاریخ و آمار فوتبال انتخاب می‌شدند. جایزه سال ۱۹۹۳ در اصل به عملکرد بازیکنان در سال ۱۹۹۲ مربوط می‌شد ولی در سال ۱۹۹۳ اعطا شد.
بر اساس قانون بحث‌برانگیزی که در سال ۲۰۰۵ وضع شد حضور در مراسم اهدای جایزه اجباری است و همین موضوع باعث می‌شود که بازیکنان فوتبال مطرح آسیایی که در باشگاه‌های اروپایی بازی می‌کنند حتی نامزد دریافت جایزه هم نباشند و این روال از سال ۲۰۰۵ تا ۲۰۱۱ ادامه یافت ولی از سال ۲۰۱۲ AFC برای وجهه بهتر جایزه و مراسم انتخاب بهترین بازیکن قاره؛ تصمیم به اهدای دو جام به بهترین بازیکن سال آسیا کرد جایزه اول و اصلی "بازیکن سال شاغل در لیگ‌های آسیایی" و "بازیکن شاغل در لیگ‌های غیر آسیایی" می‌باشد.
ولی همچنان جایزه و برنده اصلی مرد سال آسیا به بازیکن شاغل در لیگ‌های آسیایی می‌باشد.

## برندگان بهترین بازیکن سال آسیا
| سال        | رده               | بازیکن            | ملیت              | باشگاه             |
| ---------- | ----------------- | ----------------- | ----------------- | ------------------ |
| ۱۹۸۴       | اول               | ماجد عبدالله      | عربستان سعودی     | النصر عربستان      |
| ۱۹۸۴       | دوم               | گو گوانگ مینگ     | چین               | دالیان             |
| ۱۹۸۴       | سوم               | فیصل الدخیل       | کویت              | القادسیه کویت      |
| ۱۹۸۵       | اول               | ماجد عبدالله      | عربستان سعودی     | النصر عربستان      |
| ۱۹۸۵       | دوم               | گو گوانگ مینگ     | چین               | دالیان             |
| ۱۹۸۵       | سوم               | انتخاب نشد        |                   |                    |
| ۱۹۸۶       | اول               | ماجد عبدالله      | عربستان سعودی     | النصر عربستان      |
| ۱۹۸۶       | دوم               | چویی سون هو       | کره جنوبی         | پوهانگ استیلرز     |
| ۱۹۸۶       | سوم               | انتخاب نشد        | انتخاب نشد        | انتخاب نشد         |
| ۱۹۸۷       | برگزار نشد        | برگزار نشد        | برگزار نشد        | برگزار نشد         |
| ۱۹۸۸       |                   |                   |                   |                    |
| اول        | احمد راضی         | عراق              | الرشید            |                    |
| دوم        | کیم جو سونگ       | کره جنوبی         | بوسان ای‌پارک      |                    |
| سوم        | ماجد عبدالله      | عربستان سعودی     | النصر عربستان     |                    |
| ۱۹۸۹       |                   |                   |                   |                    |
| اول        | کیم جو سونگ       | کره جنوبی         | دوو رویالز        |                    |
| انتخاب نشد |                   |                   |                   |                    |
| انتخاب نشد |                   |                   |                   |                    |
| ۱۹۹۰       | اول               | کیم جو سونگ       | کره جنوبی         | دوو رویالز         |
| ۱۹۹۰       | دوم               | فرشاد پیوس        | ایران             | پرسپولیس           |
| ۱۹۹۰       | سوم               | عدنان الطلیانی    | امارات            | الشعب              |
| ۱۹۹۱       | اول               | کیم جو سونگ       | کره جنوبی         | دوو رویالز         |
| ۱۹۹۱       | دوم               | چونگ یونگ هوان    | کره جنوبی         | دوو رویالز         |
| ۱۹۹۱       | سوم               | عبدالصمد مرفاوی   | ایران             | استقلال            |
| ۱۹۹۲       | برگزار نشد        | برگزار نشد        | برگزار نشد        | برگزار نشد         |
| ۱۹۹۳       | اول               | کازویوشی میورا    | ژاپن              | وردی کاوازاکی      |
| ۱۹۹۳       | دوم               | یوسف الثنیان      | عربستان سعودی     | الهلال             |
| ۱۹۹۳       | سوم               | مهدی فنونی‌زاده    | ایران             | استقلال            |
| ۱۹۹۴       |                   |                   |                   |                    |
| اول        | سعید عویران       | عربستان سعودی     | الشباب            |                    |
| دوم        | انتخاب نشد        | انتخاب نشد        | انتخاب نشد        |                    |
| سوم        | انتخاب نشد        | انتخاب نشد        | انتخاب نشد        |                    |
| ۱۹۹۵       |                   |                   |                   |                    |
| اول        | ماسامی ایهارا     | ژاپن              | یوکوهاما مارینوس  |                    |
| دوم        | انتخاب نشد        | انتخاب نشد        | انتخاب نشد        |                    |
| سوم        | انتخاب نشد        | انتخاب نشد        | انتخاب نشد        |                    |
| ۱۹۹۶       |                   |                   |                   |                    |
| اول        | خداداد عزیزی      | ایران             | بهمن کرج          |                    |
| دوم        | علی دایی          | ایران             | پرسپولیس          |                    |
| سوم        | کو جئونگ وون      | کره جنوبی         | سئونگنام ایلهوا   |                    |
| ۱۹۹۷       |                   |                   |                   |                    |
| اول        | هیدتوشی ناکاتا    | ژاپن              | بلماره            |                    |
| دوم        | خداداد عزیزی      | ایران             | پرسپولیس          |                    |
| سوم        | کریم باقری        | ایران             | پرسپولیس          |                    |
| ۱۹۹۸       |                   |                   |                   |                    |
| اول        | هیدتوشی ناکاتا    | ژاپن              | پروجا             |                    |
| دوم        | فن زی یی          | چین               | کریستال پالاس     |                    |
| سوم        | جاسم الهویدی      | کویت              | السالمیه          |                    |
| ۱۹۹۹       |                   |                   |                   |                    |
| اول        | علی دایی          | ایران             | هرتابرلین         |                    |
| دوم        | هیدتوشی ناکاتا    | ژاپن              | پروجا             |                    |
| سوم        | سون ون            | چین               | تیم ملی زنان چین  |                    |
| ۲۰۰۰       |                   |                   |                   |                    |
| اول        | نواف تمیاط        | عربستان سعودی     | الهلال            |                    |
| دوم        | هیروشی نانامی     | ژاپن              | جوبیلو ایواتا     |                    |
| سوم        | ریوزو موریوکا     | ژاپن              | شیمیزو اس-پالس    |                    |
| ۲۰۰۱       |                   |                   |                   |                    |
| اول        | فن ژی یی          | چین               | داندی             |                    |
| دوم        | عبدالله الشیهان   | عربستان سعودی     | الشباب            |                    |
| سوم        | لی تای            | چین               | لیائونینگ هونگیون |                    |
| ۲۰۰۲       |                   |                   |                   |                    |
| اول        | شینجی اونو        | ژاپن              | فاینورد           |                    |
| دوم        | جونیچی ایناموتو   | ژاپن              | فولام             |                    |
| سوم        | آن یونگ هوان      | کره جنوبی         | پروجا             |                    |
| ۲۰۰۳       | اول               | مهدی مهدوی‌کیا     | ایران             | هامبورگ            |
| ۲۰۰۳       | دوم               | تردساک چایمان     | تایلند            | تروساسانا          |
| ۲۰۰۳       | سوم               | ماکسیم شاتسکیخ    | ازبکستان          | دینامو کیف         |
| ۲۰۰۴       | اول               | علی کریمی         | ایران             | شباب الاهلی امارات |
| ۲۰۰۴       | دوم               | علاء حبیل         | بحرین             | الاهلی منامه       |
| ۲۰۰۴       | سوم               | شونسوکی ناکامورا  | ژاپن              | رجینا              |
| ۲۰۰۵       | اول               | حمد المنتشری      | عربستان سعودی     | الاتحاد            |
| ۲۰۰۵       | دوم               | ماکسیم شاتسکیخ    | ازبکستان          | دینامو کیف         |
| ۲۰۰۵       | سوم               | شونسوکی ناکامورا  | ژاپن              | رجینا              |
| ۲۰۰۶       | اول               | خلفان ابراهیم     | قطر               | السد               |
| ۲۰۰۶       | دوم               | بدر المطوع        | کویت              | القادسیه           |
| ۲۰۰۶       | سوم               | محمد شلهوب        | عربستان سعودی     | الهلال             |
| ۲۰۰۷       | اول               | یاسر القحطانی     | عربستان سعودی     | الهلال             |
| ۲۰۰۷       | دوم               | یونس محمود        | عراق              | الغرافه            |
| ۲۰۰۷       | سوم               | نشات اکرم         | عراق              | العین              |
| ۲۰۰۸       | اول               | سرور جپاروف       | ازبکستان          | بنیادکار           |
| ۲۰۰۸       | دوم               | اسماعیل مطر       | امارات            | الوحده امارات      |
| ۲۰۰۸       | سوم               | سباستین سوریا     | قطر               | القطر              |
| ۲۰۰۹       | اول               | یاسوهیتو اندو     | ژاپن              | گامبا اوزاکا       |
| ۲۰۰۹       | دوم               | سید محمد عدنان    | بحرین             | الخور              |
| ۲۰۰۹       | سوم               | کنگو ناکامورا     | ژاپن              | کاوازاکی فرونتال   |
| ۲۰۱۰       | اول               | ساشا اوگننوفسکی   | استرالیا          | سئونگنام ایلهوا    |
| ۲۰۱۰       | دوم               | فرهاد مجیدی       | ایران             | استقلال            |
| ۲۰۱۰       | سوم               | بدر المطوع        | کویت              | القادسیه           |
| ۲۰۱۱       | اول               | سرور جپارف        | ازبکستان          | الشباب عربستان     |
| ۲۰۱۱       | دوم               | هادی عقیلی        | ایران             | العربی قطر         |
| ۲۰۱۱       | سوم               | کیسوکه هوندا      | ژاپن              | زسکا مسکو          |
| ۲۰۱۲       | اول               | لی کیون-هو        | کره جنوبی         | اولسان هیوندای     |
| ۲۰۱۲       | دوم               | علی کریمی         | ایران             | پرسپولیس           |
| ۲۰۱۲       | سوم               | ژنگ ژی            | چین               | گوانگ‌ژو            |
| ۲۰۱۳       | اول               | ژنگ ژی            | چین               | گوانگ‌ژو            |
| ۲۰۱۳       | دوم               | جواد نکونام       | ایران             | استقلال            |
| ۲۰۱۳       | سوم               | ها دائه-سونگ      | کره جنوبی         | سئول               |
| ۲۰۱۴       | اول               | ناصر الشمرانی     | عربستان سعودی     | الهلال             |
| ۲۰۱۴       | دوم               | اسماعیل احمد      | امارات            | العین              |
| ۲۰۱۴       | سوم               | خلفان ابراهیم     | قطر               | السد               |
| ۲۰۱۵       | اول               | احمد خلیل         | امارات            | الاهلی             |
| ۲۰۱۵       | دوم               | عمر عبدالرحمان    | امارات            | العین              |
| ۲۰۱۵       | سوم               | ژنگ ژی            | چین               | گوانگ‌ژو            |
| ۲۰۱۶       | اول               | عمر عبدالرحمان    | امارات            | العین              |
| ۲۰۱۶       | دوم               | وو لی             | چین               | شانگهای پورت       |
| ۲۰۱۶       | سوم               | حمادی احمد        | عراق              | نیروی هوایی        |
| ۲۰۱۷       | اول               | عمر خربین         | سوریه             | الهلال             |
| ۲۰۱۷       | دوم               | عمر عبدالرحمان    | امارات            | العین              |
| ۲۰۱۷       | سوم               | وو لی             | چین               | شانگهای پورت       |
| ۲۰۱۸       | اول               | عبدالکریم حسن     | قطر               | السد               |
| ۲۰۱۸       | دوم               | علیرضا بیرانوند   | ایران             | پرسپولیس           |
| ۲۰۱۸       | سوم               | یوما سوزوکی       | ژاپن              | کاشیما آنتلرز      |
| ۲۰۱۹       | اول               | اکرم عفیف         | قطر               | السد               |
| ۲۰۱۹       | دوم               | علیرضا بیرانوند   | ایران             | پرسپولیس           |
| ۲۰۱۹       | سوم               | تومواکی ماکینو    | ژاپن              | اوراوا رد دیاموندز |
| ۲۰۲۰       | دنیاگیری کووید-۱۹ | دنیاگیری کووید-۱۹ | دنیاگیری کووید-۱۹ | دنیاگیری کووید-۱۹  |
| ۲۰۲۱       | دنیاگیری کووید-۱۹ | دنیاگیری کووید-۱۹ | دنیاگیری کووید-۱۹ | دنیاگیری کووید-۱۹  |
| ۲۰۲۲       | اول               | سالم الدوسری      | عربستان           | الهلال             |
| ۲۰۲۲       | دوم               | المعز علی         | قطر               | الدوحیل            |
| ۲۰۲۲       | سوم               | متیو لکی          | استرالیا          | ملبورن سیتی        |

## تغییر در نحوه اعلام مرد سال آسیا
پس از سال ۲۰۱۱ به دلیل عدم استقبال بازیکنان شاغل در لیگ‌های اروپایی و آمریکایی از مراسم بهترین‌های آسیا؛ کنفدراسیون فوتبال آسیا بخش جایزه مرد سال آسیا را را به ۲ بخش بهترین فوتبالیست آسیایی شاغل در لیگ‌های آسیایی و بهترین فوتبالیست آسیایی شاغل در لیگ‌های غیر آسیایی تقسیم کرد که از نظر اهمیت جایزه بهترین بازیکن شاغل در لیگ‌های آسیایی به دلیل حضور برندگان جایزه در مراسم و دریافت جایزه خود از اهمیت بالاتری برخوردار است.

## برندگان بهترین بازیکن شاغل در لیگ‌های آسیایی (از سال ۲۰۱۲)
| سال  | رده | بازیکن          | ملیت              | باشگاه             |
| ---- | --- | --------------- | ----------------- | ------------------ |
| ۲۰۱۲ | اول | لی کئون هو      | کره جنوبی         | اولسان هیوندای     |
| ۲۰۱۲ | دوم | علی کریمی       | ایران             | پرسپولیس           |
| ۲۰۱۲ | سوم | ژنگ ژی          | چین               | گوانگ‌ژو اورگراند   |
| ۲۰۱۳ | اول | ژنگ ژی          | چین               | گوانگ‌ژو اورگراند   |
| ۲۰۱۳ | دوم | جواد نکونام     | ایران             | استقلال تهران      |
| ۲۰۱۳ | سوم | ها دائه-سونگ    | کره جنوبی         | سئول               |
| ۲۰۱۴ | اول | ناصر الشمرانی   | عربستان سعودی     | الهلال عربستان     |
| ۲۰۱۴ | دوم | اسماعیل احمد    | امارات متحده عربی | العین امارات       |
| ۲۰۱۴ | سوم | خلفان ابراهیم   | قطر               | السد               |
| ۲۰۱۵ | اول | احمد خلیل       | امارات متحده عربی | العین امارات       |
| ۲۰۱۵ | دوم | ژنگ ژی          | چین               | گوانگژو            |
| ۲۰۱۵ | سوم | عمر عبدالرحمن   | امارات متحده عربی | العین امارات       |
| ۲۰۱۶ | اول | عمر عبدالرحمن   | امارات متحده عربی | العین امارات       |
| ۲۰۱۶ | دوم | احمد حمدی       | عراق              | نیروی هوایی عراق   |
| ۲۰۱۶ | سوم | وو لی           | چین               | شانگهای SIPG       |
| ۲۰۱۷ | اول | عمر خربین       | سوریه             | الهلال عربستان     |
| ۲۰۱۷ | دوم | عمر عبدالرحمن   | امارات متحده عربی | العین امارات       |
| ۲۰۱۷ | سوم | وو لی           | چین               | شانگهای SIPG       |
| ۲۰۱۸ | اول | عبدالکریم حسن   | قطر               | السد               |
| ۲۰۱۸ | دوم | یوما سوزوکی     | ژاپن              | کاشیما آنتلرز      |
| ۲۰۱۸ | سوم | کنتو میسائو     | ژاپن              | کاشیما آنتلرز      |
| ۲۰۱۹ | اول | اکرم عفیف       | قطر               | السد               |
| ۲۰۱۹ | دوم | علیرضا بیرانوند | ایران             | پرسپولیس           |
| ۲۰۱۹ | سوم | تومواکی ماکینو  | ژاپن              | اوراوا رد دیاموندز |
| ۲۰۲۲ | اول | سالم الدوسری    | عربستان           | الهلال             |
| ۲۰۲۲ | دوم | المعز علی       | قطر               | الدوحیل            |
| ۲۰۲۲ | سوم | متیو لکی        | استرالیا          | ملبورن سیتی        |

## برندگان بهترین بازیکن شاغل در لیگ‌های غیر آسیایی (از سال ۲۰۱۲)
از سال ۲۰۱۲ به بعد AFC تصمیم به اهدای دو جام به بهترین بازیکنان مرد آسیا گرفت؛ یکی جایزه بهترین بازیکن شاغل در لیگ‌های آسیایی و دیگری بهترین بازیکن سال شاغل در لیگ‌های غیر آسیایی که از نظر اهمیت هر دو جام به یک اندازه مهم هستند.
بهترین بازیکن آسیا در لیگ‌های خارجی
| سال  | رتبه | بازیکن         | تیم                |
| ---- | ---- | -------------- | ------------------ |
| ۲۰۱۲ | نخست | شینجی کاگاوا   | منچستر یونایتد     |
| ۲۰۱۲ | دوم  | یوتو ناگاتومو  | اینتر میلان        |
| ۲۰۱۲ | سوم  | مارک شوارزر    | فولام              |
|      |      |                |                    |
| ۲۰۱۳ | نخست | یوتو ناگاتومو  | اینتر میلان        |
| ۲۰۱۳ | دوم  | کیسوکه هوندا   | زسکا مسکو          |
| ۲۰۱۳ | سوم  | سون هیونگ-مین  | بایر لورکوزن       |
|      |      |                |                    |
| ۲۰۱۴ | نخست | مایل جدیناک    | کریستال پالاس      |
| ۲۰۱۴ | دوم  | تیم کیهیل      | نیویورک رد بولز    |
| ۲۰۱۴ | سوم  | کی سونگ-یوئنگ  | سوانزی سیتی        |
|      |      |                |                    |
| ۲۰۱۵ | نخست | سون هیونگ-مین  | تاتنهام هاتسپر     |
| ۲۰۱۵ | دوم  | کی سونگ-یوئنگ  | سوانزی سیتی        |
| ۲۰۱۵ | سوم  | ماسیمو لونگو   | کویینز پارک رنجرز  |
|      |      |                |                    |
| ۲۰۱۶ | نخست | شینجی اوکازاکی | لستر سیتی          |
| ۲۰۱۶ | دوم  | سون هیونگ-مین  | تاتنهام هاتسپر     |
| ۲۰۱۶ | سوم  | شینجی کاگاوا   | بروسیا دورتموند    |
|      |      |                |                    |
| ۲۰۱۷ | نخست | سون هیونگ-مین  | تاتنهام هاتسپر     |
| ۲۰۱۷ | دوم  | آرون موی       | هادرزفیلد تاون     |
| ۲۰۱۷ | سوم  | شینجی کاگاوا   | بروسیا دورتموند    |
|      |      |                |                    |
| ۲۰۱۸ | نخست | ماکوتو هاسبه   | آینتراخت فرانکفورت |
| ۲۰۱۸ | دوم  |                |                    |
| ۲۰۱۸ | سوم  |                |                    |

۲۰۲۲
اول:کیم مین جا      بایرن مونیخ|کره جنوبی
دوم :مهدی طارمی     پورتو|ایران

## بیشترین برندگان جایزه مرد سال آسیا
| بازیکن         | اول | دوم | سوم | مجموع |
| -------------- | --- | --- | --- | ----- |
| ماجد عبدالله   | ۳   | ۱   | ۱   | ۵     |
| کیم جو سونگ    | ۳   | ۱   | ۰   | ۴     |
| هیدتوشی ناکاتا | ۲   | ۱   | ۰   | ۳     |
| سرور جپاروف    | ۲   | ١   | ۰   | ٣     |
| ژنگ ژی         | ۱   | ۱   | ۱   | ۳     |
| خداداد عزیزی   | ۱   | ۱   | ۰   | ۲     |
| علی دایی       | ۱   | ۱   | ۰   | ۲     |
| فن زی یی       | ۱   | ۱   | ۰   | ۲     |
| علی کریمی      | ۱   | ۱   | ۰   | ۲     |
| احمد راضی      | ۱   | ۰   | ۱   | ۲     |
| خلفان ابراهیم  | ۱   | ۰   | ۱   | ۲     |
| عمر عبدالرحمن  | ۱   | ۰   | ۱   | ۲     |
| مهدی مهدوی کیا | ۱   |     | ۰   | ۱     |

## برنده بر اساس کشور
| کشور              | برنده | دومی | سومی |
| ----------------- | ----- | ---- | ---- |
| عربستان سعودی     | ۹     | ۳    | ۲    |
| ژاپن              | ۶     | ۴    | ۳    |
| ایران             | ۴     | ۷    | ۳    |
| کرهٔ جنوبی         | ۴     | ۳    | ۴    |
| چین               | ۲     | ۴    | ۳    |
| امارات متحدهٔ عربی | ۲     | ۲    | ۲    |
| قطر               | ۲     | ۱    | ۲    |
| ازبکستان          | ۲     | ۱    | ۱    |
| عراق              | ۱     | ۲    | ۲    |
| استرالیا          | ۱     | ۰    | ۱    |
| سوریه             | ۱     | ۰    | ۰    |
| بحرین             | ۰     | ۲    | ۰    |
| کویت              | ۰     | ۱    | ۳    |
| تایلند            | ۰     | ۱    | ۰    |

## بهترین باشگاه‌های دارای مرد سال آسیا
بازیکنانی که مرد سال فوتبال آسیا شده‌اند علاوه بر افتخار برای خود برای باشگاه در حال فعالیت نیز افتخار محسوب می‌شود.
جدول ذیل رده‌بندی تیمهایی را نشان می‌دهد که چند بازیکن را به عنوان مرد سال یا کاندید مرد سال آسیا معرفی کرده‌اند.
تنها باشگاه ایرانی که یک بازیکن در لیست بهترین بازیکن مرد سال فوتبال آسیا قرار داشت بهمن کرج بود که خداداد عزیزی در آن بازی می‌کرد.
بهترین باشگاه‌های برنده جایزه مرد آسیا
| باشگاه           | اول | دوم | سوم | مجموع |
| ---------------- | --- | --- | --- | ----- |
| الهلال           | ۵   | ۱   | ۱   | ۶     |
| النصر            | ۳   | ۲   | ۱   | ۶     |
| بوسان ای پارک    | ۳   | ۲   | ۰   | ۵     |
| العین            | ۲   | ۱   | ۱   | ۴     |
| الشباب عربستان   | ۲   | ۱   | ۰   | ۳     |
| السد             | ۲   | ۰   | ۱   | ۳     |
| پروجا            | ۱   | ۱   | ۱   | ۳     |
| گوانگژو اورگراند | ۱   | ۱   | ۱   | ۳     |
| تاتنهام          | ۱   | ۱   | ۰   | ۲     |
| اینتر میلان      | ۱   | ۱   | ۰   | ۲     |
| الرشید           | ۱   | ۰   | ۱   | ۲     |
| سئونگنام         | ۱   | ۰   | ۱   | ۲     |

## بازیکن خارجی سال آسیا
| سال  | بازیکن           | باشگاه           |
| ---- | ---------------- | ---------------- |
| ۲۰۱۲ | روژرینهو         | الکویت           |
| ۲۰۱۳ | موریکی           | گوانگ‌ژو اورگراند |
| ۲۰۱۴ | آساموا جیان      | العین            |
| ۲۰۱۵ | ریکاردو گولرت    | گوانگ‌ژو اورگراند |
| ۲۰۲۲ | کریستینو رونالدو | النصر            |